# Calau de Tickell
El calau de Tickell (Anorrhinus tickelli) és una espècie d'ocell de la família dels buceròtids (Bucerotidae).Habita els boscos del sud-oest de la Xina, nord-oest i sud-oest de Tailàndia, Laos, nord i centre del Vietnam i sud de Myanmar.